# Róbert Barborík
Róbert Barborík (* 13. červen 1968) je bývalý slovenský fotbalový záložník a později trenér.

## Fotbalová kariéra
V československé lize hrál za Plastiku Nitra. V československé lize nastoupil v 15 utkáních. Dále hrál i za maďarskou Pécs a rakouský Mödling.

## Trenérská kariéra
V sezóně 2010/11 trénoval FC Baník Most, v sezóně 2011/12 vedl FC Nitra a v sezóně 2012/13 byl šéftrenérem mládeže FC Hradec Králové, ve kterém se stal později v sezoně 2014/15 (v prosinci 2014) asistentem trenéra Bohuslava Pilného po odstoupení Luboše Prokopce. Po sezoně 2014/15 v Hradci skončil.
| Ročník                                   | Zápasy | Góly | Klub           |
| ---------------------------------------- | ------ | ---- | -------------- |
| 1. československá fotbalová liga 1986/87 | 1      | 0    | Plastika Nitra |
| 1. československá fotbalová liga 1989/90 | 1      | 0    | Plastika Nitra |
| 1. československá fotbalová liga 1992/93 | 13     | 0    | Plastika Nitra |
| LIGA CELKEM                              | 15     | 0    |                |